# Atherolepis wallichii
Atherolepis wallichii là một loài thực vật có hoa trong họ La bố ma. Loài này được (Wight) Hook.f. mô tả khoa học đầu tiên năm 1883.